# Венецианский карнавал

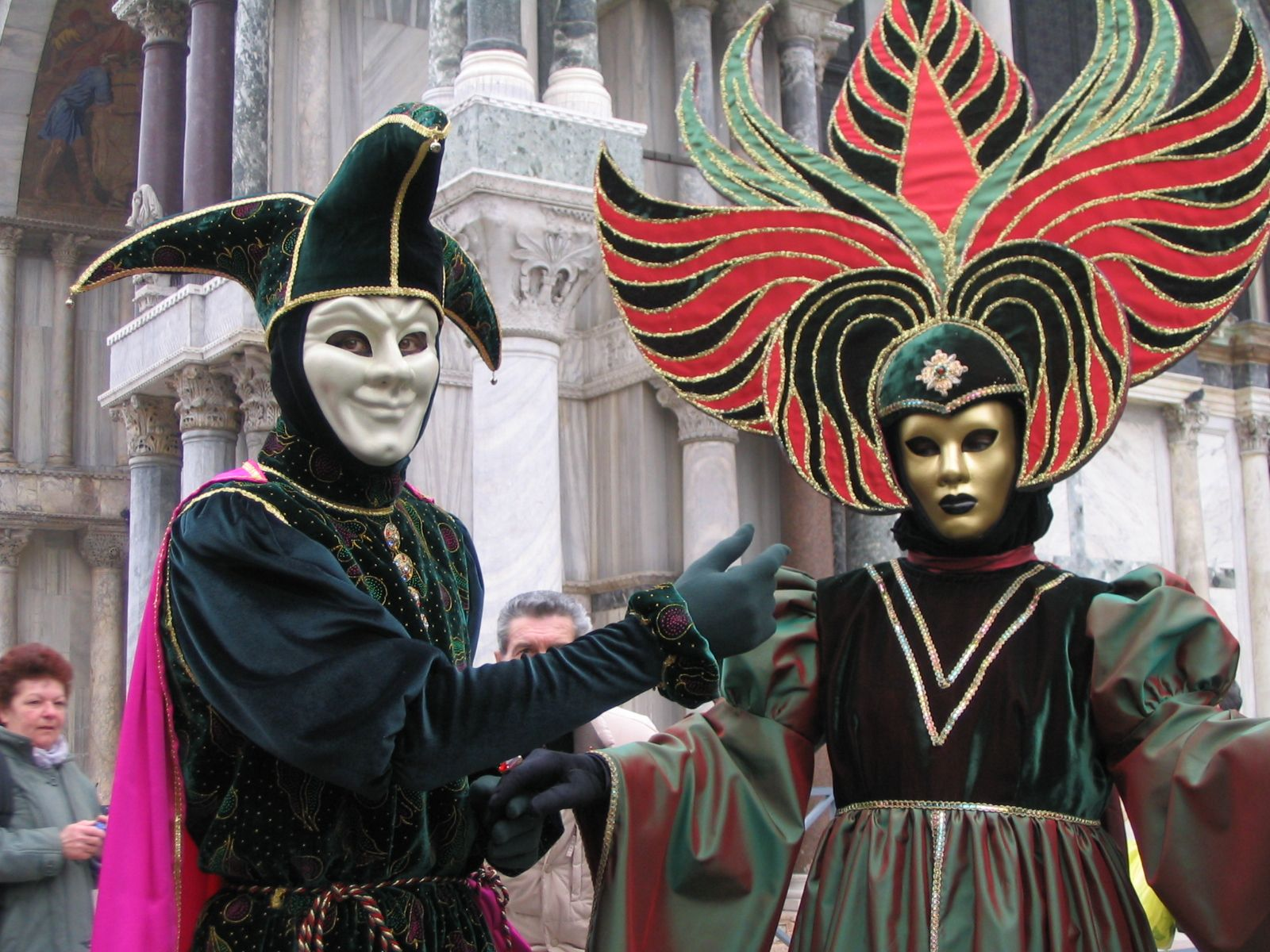
Шут и Дама в 2004 году

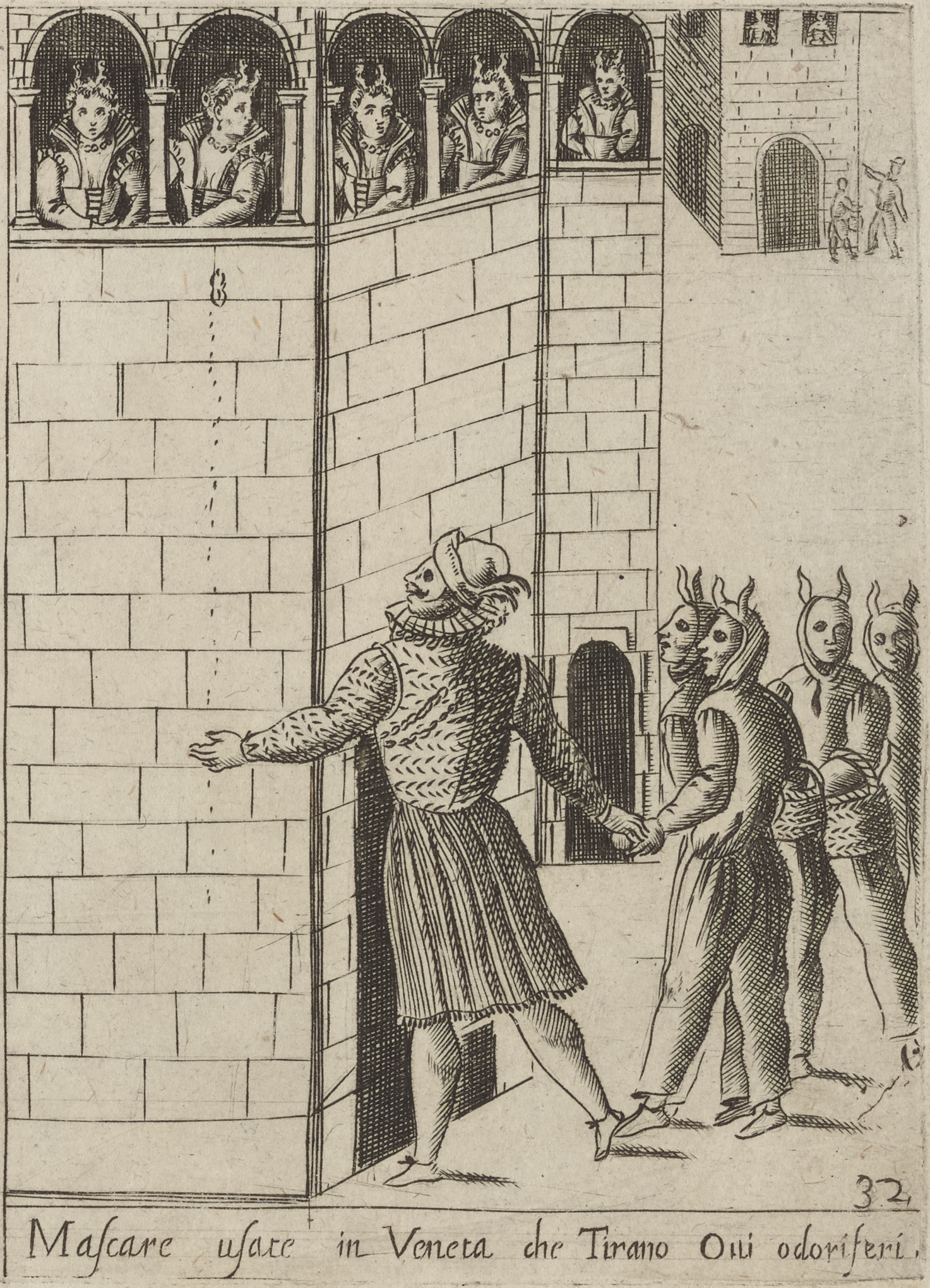
Во время карнавала мужчины в масках бросали яичные скорлупы, наполненные духами.

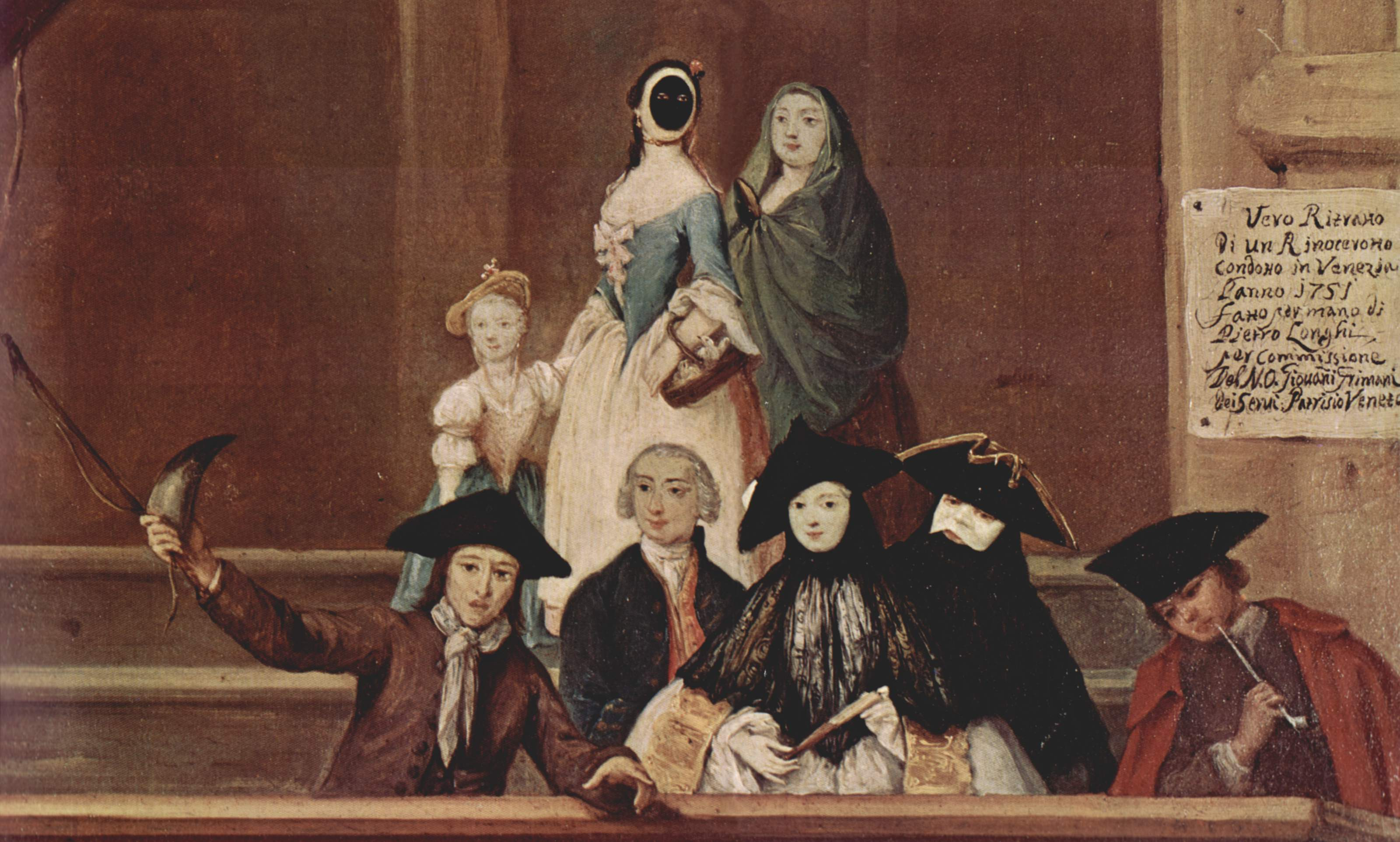
Пьетро Лонги Из Ка Реццонико (1751), фрагмент

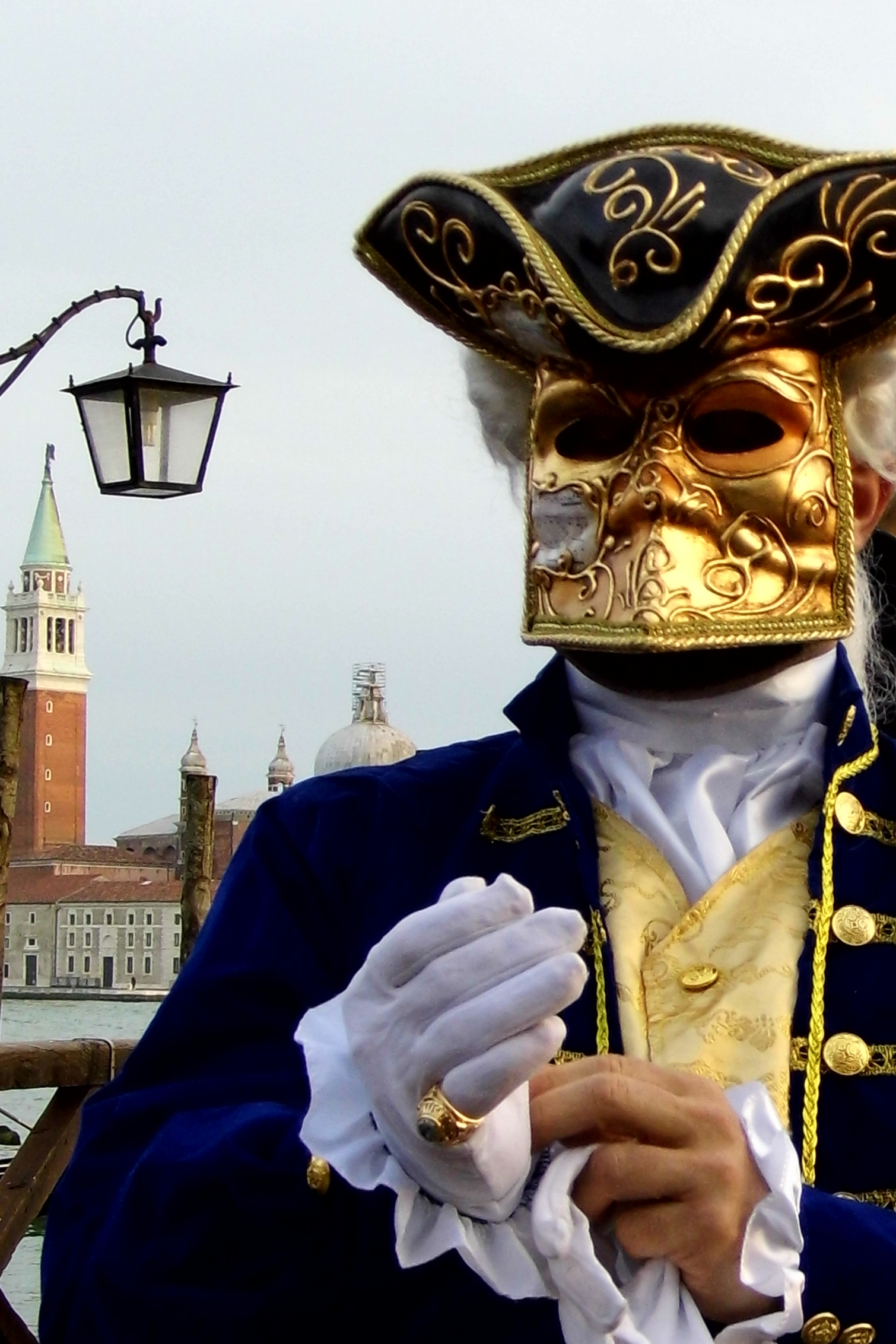
Баута в шляпе-трикорно, 2015 год

Венецианский карнавал (итал. Carnevale di Venezia) — ежегодный костюмированный праздник, проходящий в Венеции в феврале. Последний день карнавала — Жирный вторник, за которым следует сорокадневный пост перед Пасхой.

## История
Первое упоминание карнавала в Венеции относится к 1094 году, хотя до XIII—XIV веков масок на карнавалах не носили. В 1162 году в честь победы над патриархом Аквилеи началось народное гуляние на площади Сан-Марко. Предположительно с того времени карнавал стал ежегодным. В 1690-е годы стольник П. А. Толстой оставил следующее описание карнавала:

В то ж время по тем лавкам по вся дни гуляют венецыяне, честные люди, и жены, и девицы, в предивных уборах; также и приезжие всякие люди, между тех лавок, убрався харашо, ходят и гуляют и, кому что потребно, купят в тое ярмонку и во время каранавалу. На площади при море бывают построены анбары великие и сараи; в тех анбареху тонцуют люди по веревках, мужеска полу и женска, преудивително, также их девицы, между которыми я видел одну жену беременную, уже близ рождения, и та там танцовала по веревке зело удивително. В других анбарех делают камеди куклами власно, как живыми людми. В ыных анбарех показывают удивителные вещи, между которыми видел я человека, имеющаго две головы. Там же видел я быка о пяти ногах; там же видел черепаху безмерно велику; там же видел барана о двух головах, имеющаго 6 ног и два хвоста, и иные многие натуралные удивителные вещи.
Ношение масок было очень популярно на протяжении полугода, с августа до Великого поста. Неизменно носили маски девицы лёгкого поведения. В связи с увеличением количества притонов маски были запрещены Советом десяти в 1703 году, однако на следующий год решение отменили.

И когда сойдутся в машкарах на площадь к соборному костелу святаго Марка, тогда многие девицы берут в машкарах за руки иноземцов приезжих, и гуляют с ними, и забавляются без стыда. Также в то время по многим местам на площадях бывает музыка и танцуют по-италиянски, а танцы италиянские не зело стройны: скачут один против другова вокруг, а за руки не берут друг друга. Также многие забавляются: травят меделянскими сабаками великих быков, и иные всякие потехи чинят, и по морю ездят в гундалах на барках с музыкою.— П. А. Толстой
После падения венецианской республики и французской оккупации Наполеоном император Австрии в 1797 году запретил проведение карнавалов. В XIX веке предпринимались попытки возродить эту традицию, но дело не продвинулось дальше частных инициатив.
Лишь в 1979 году итальянское правительство объявило о возобновлении ежегодных карнавалов, избрав это мероприятие средством для популяризации истории и культуры Венеции. Ежегодно в город на карнавал съезжается свыше полумиллиона туристов.

## Маски

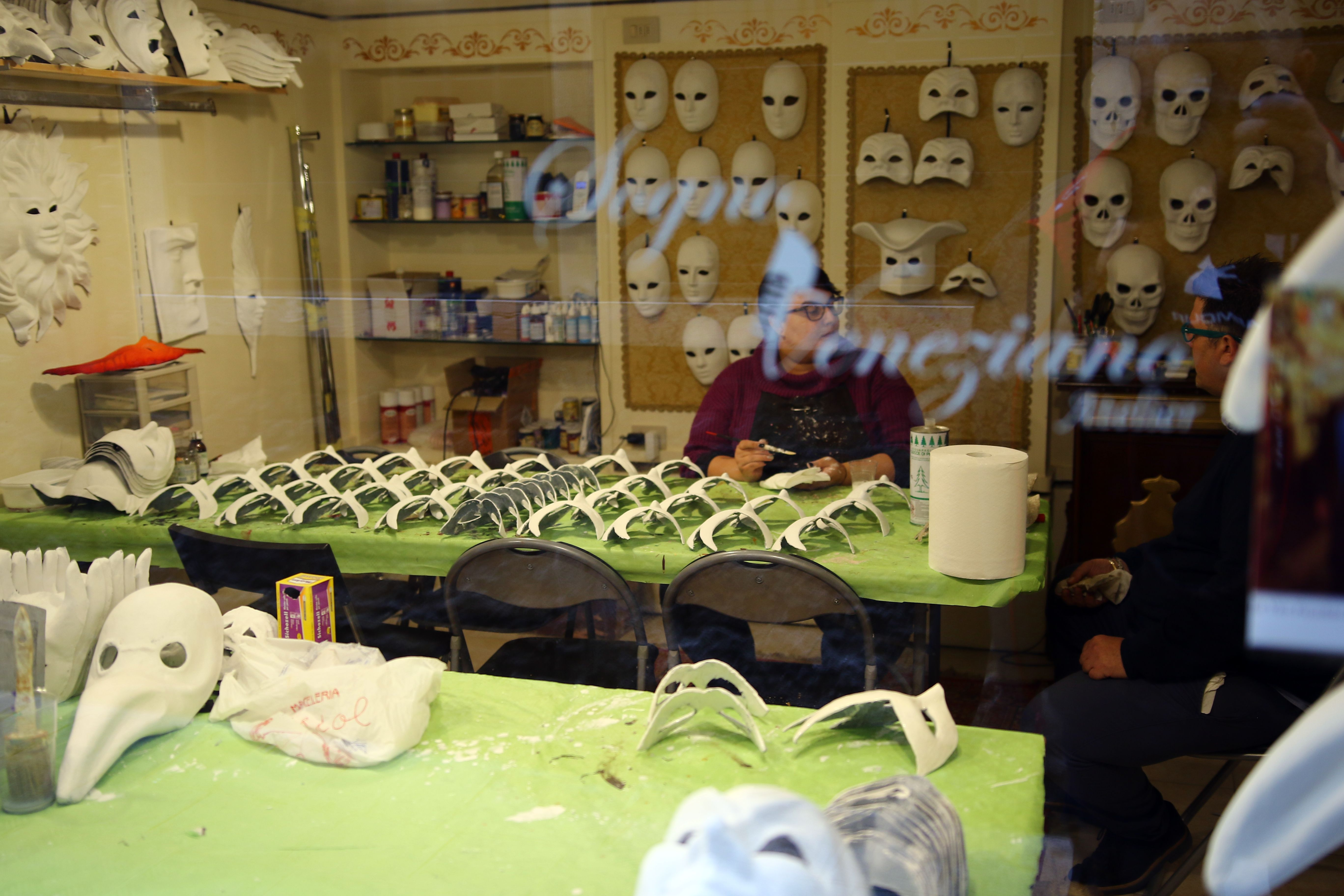
Магазин масок

Венецианские маски делаются из кожи или папье-маше. Самые первые маски были довольно простыми по дизайну и использовались не для сокрытия лица, а для создания дистанции и возможности контактировать социально не равным.
Современные маски раскрашивают от руки, с использованием грунта и сусального золота. Их украшают птичьими перьями и драгоценными камнями.
Одним из важнейших событий карнавала является конкурс на лучшую маску.

## Карнавал в наши дни
Каждый год свыше полумиллиона туристов приезжают в Венецию на карнавальные мероприятия — в том числе и для участия в них. Карнавал открывается[когда?] старейшим венецианским праздником — Festa delle Marie, который посвящён освобождению венецианских девушек, похищенных пиратами из Истрии.
В 1996 году венецианский карнавал получил собственный гимн, который написал известный кутюрье Пьер Карден. В последние годы в постановочных проектах венецианского карнавала принимает участие российский художник Михаил Шемякин. Также в карнавале принимают участие новые придуманные персонажи истории Венеции, например, Куло, Капитан.

## Галерея

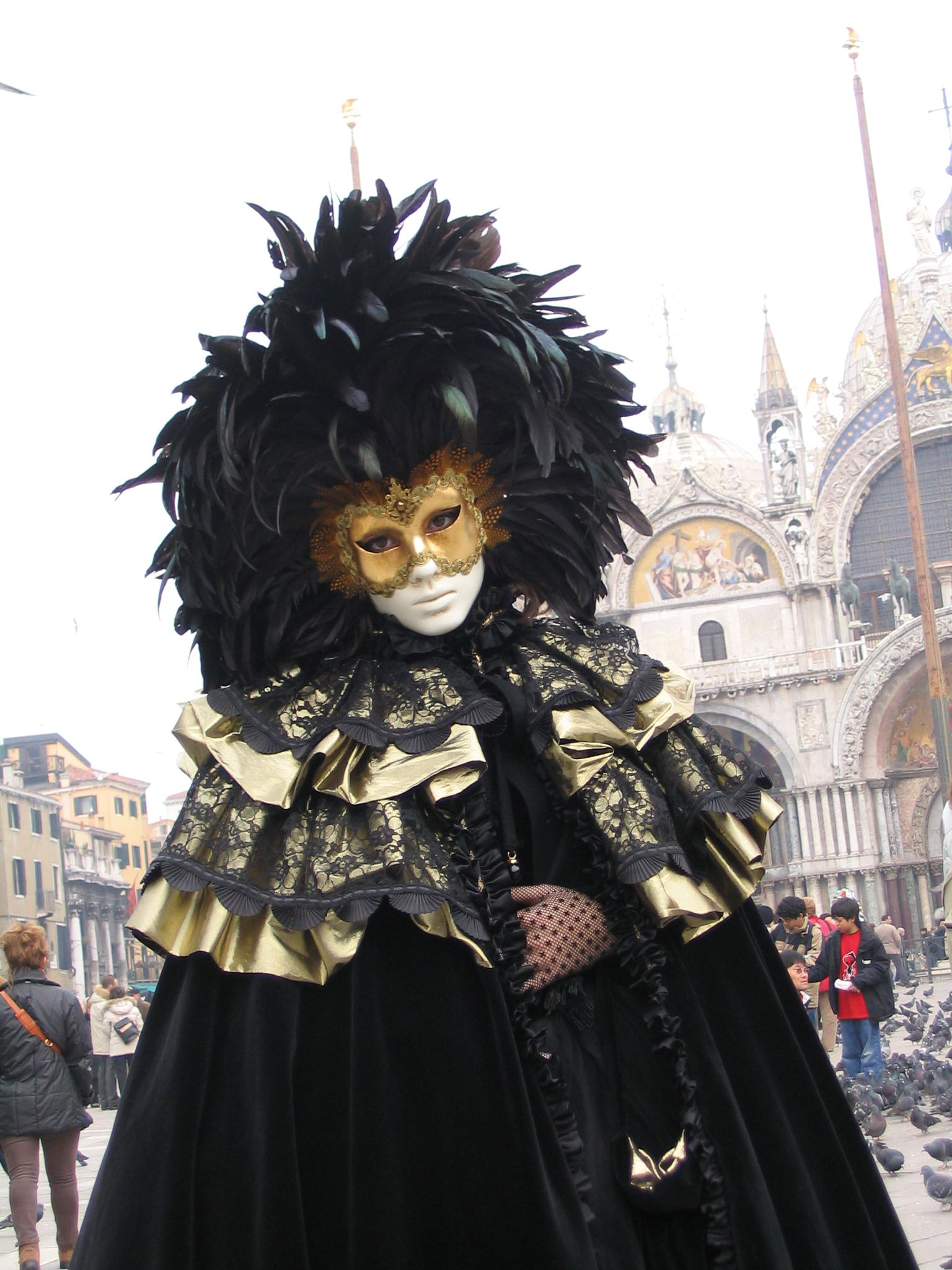
Участница карнавала в 2004 году
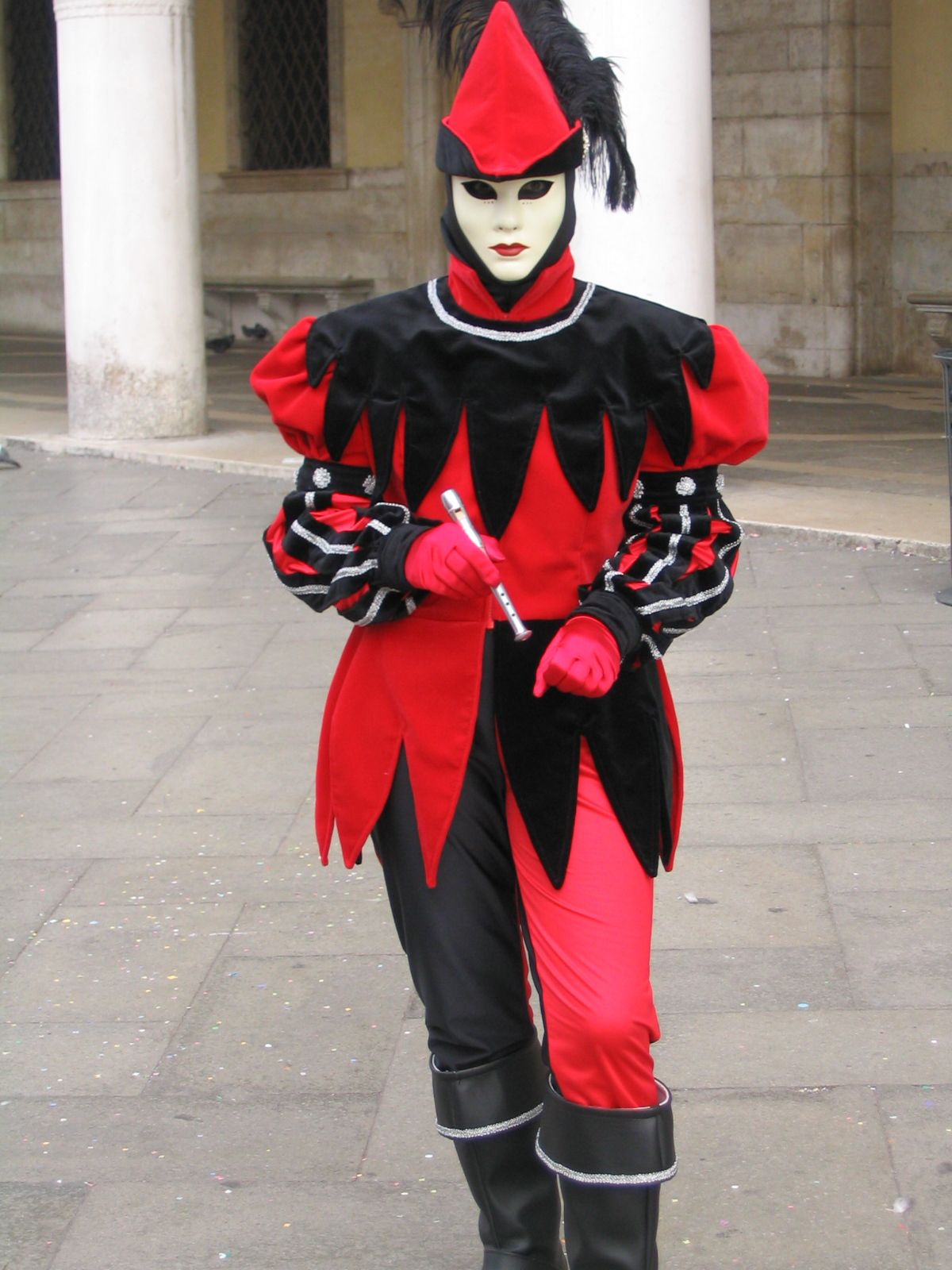
Участник карнавала в костюме мипарти, 2004
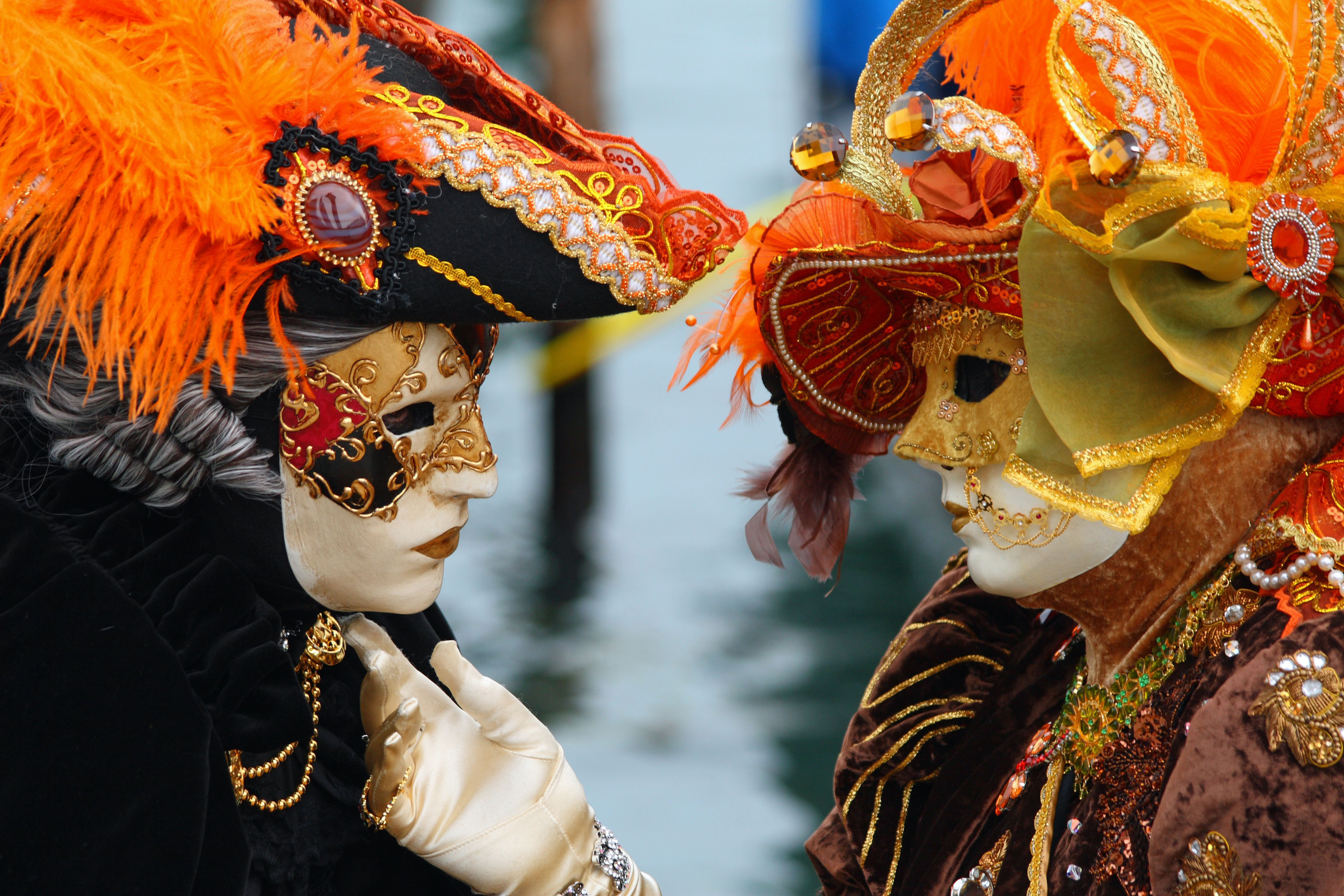
Маски вольто и дама в 2010 году
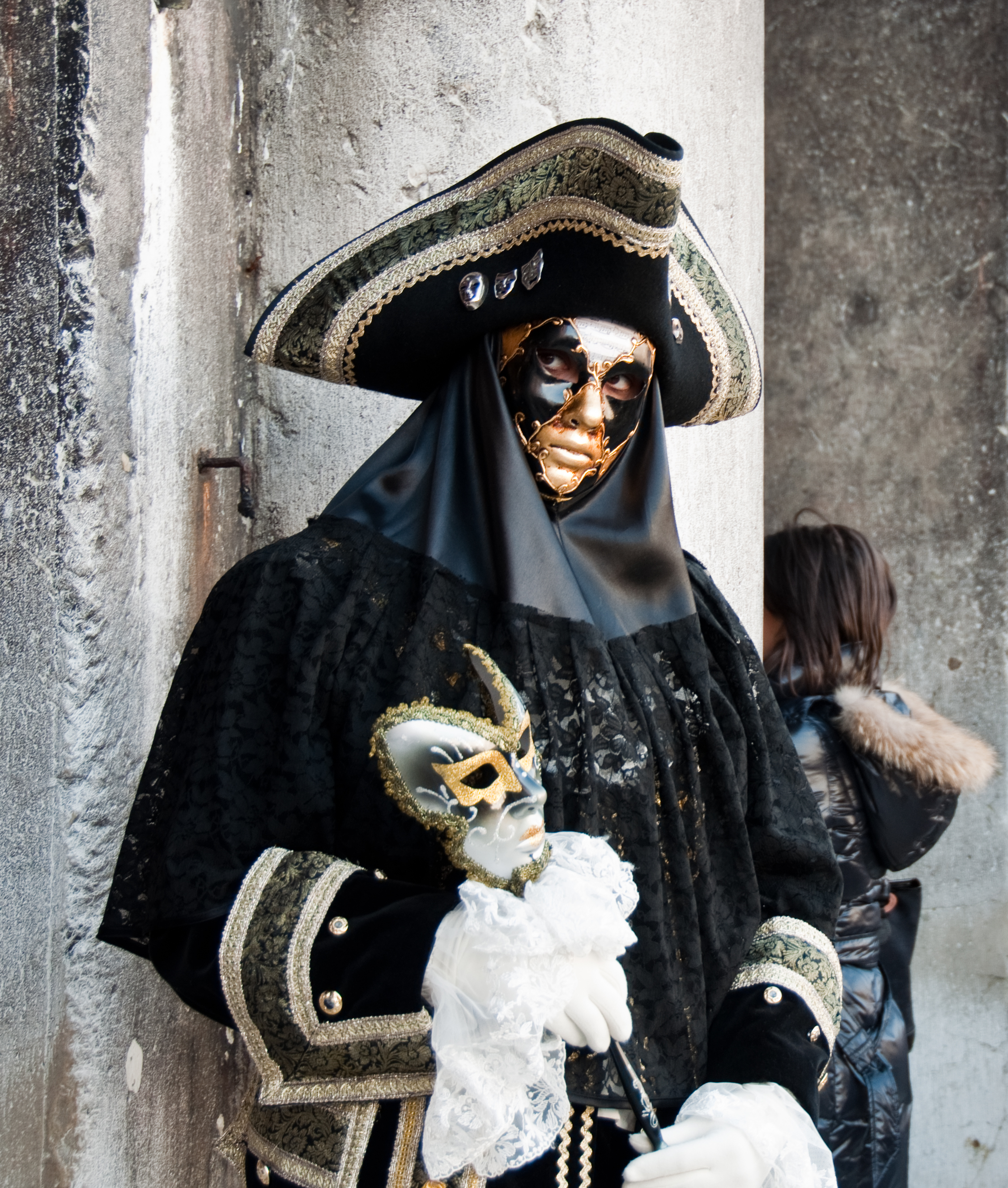
Вольто в 2011 году
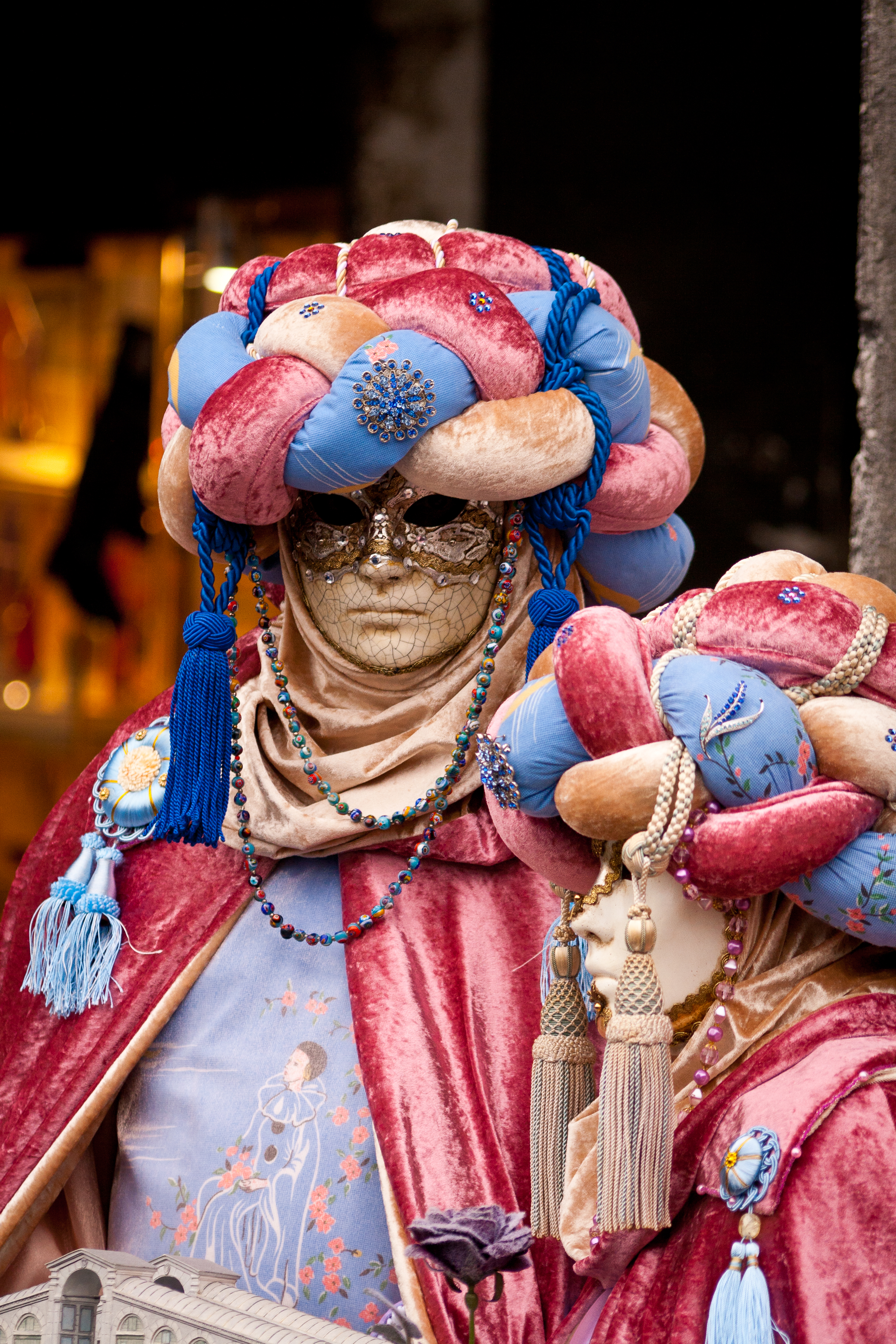
Восточные гости в 2011 году
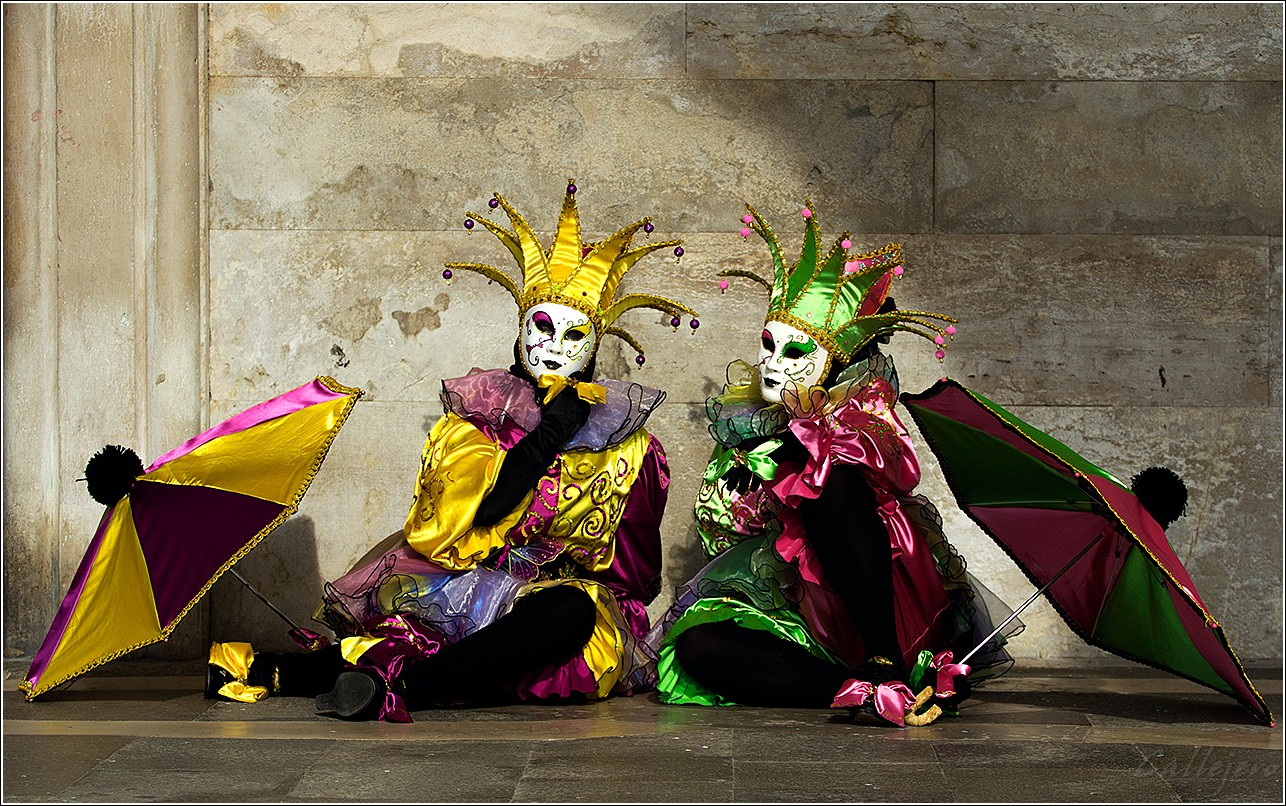
Шуты в 2014 году
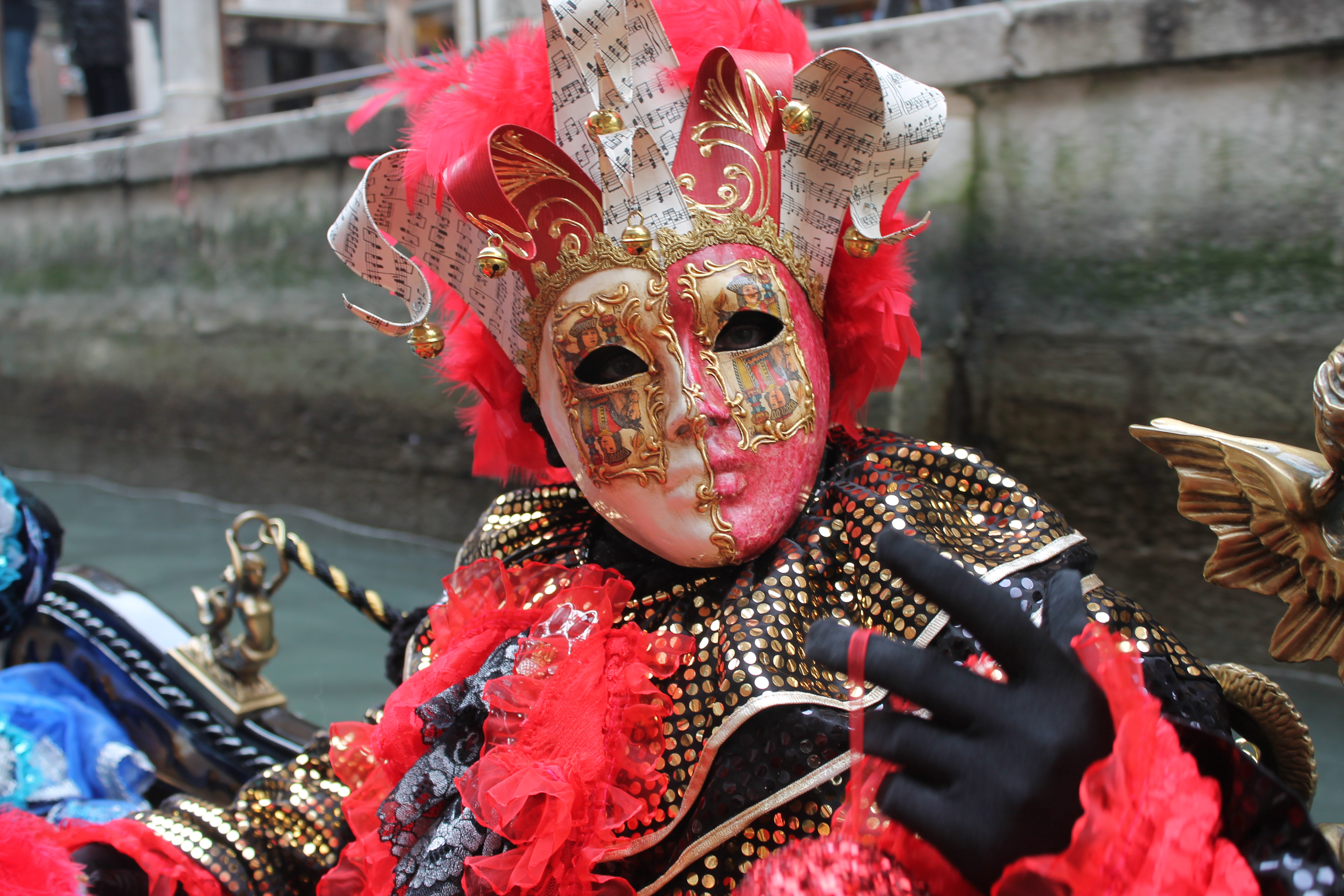
Шут (Жоли) в 2017 году
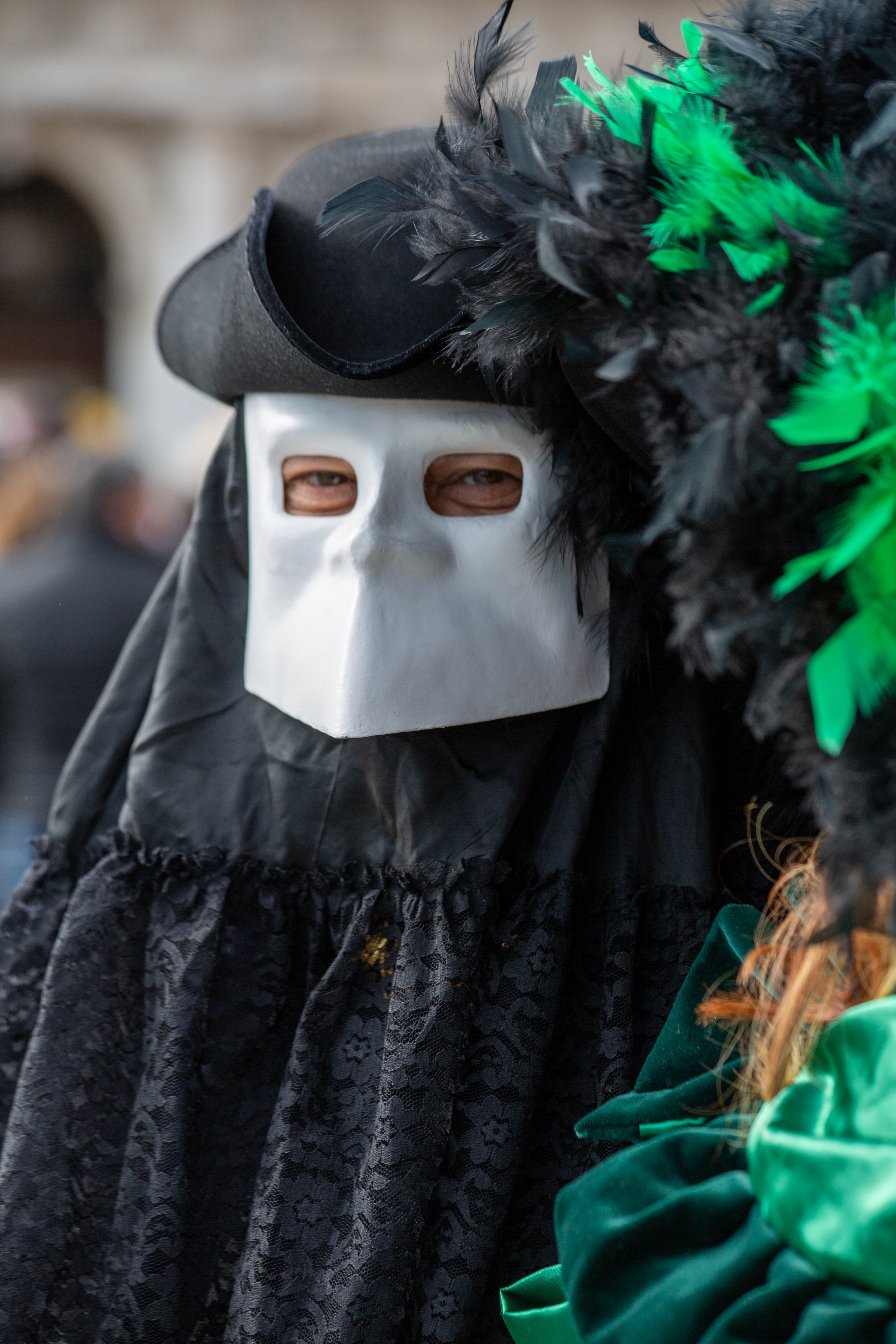
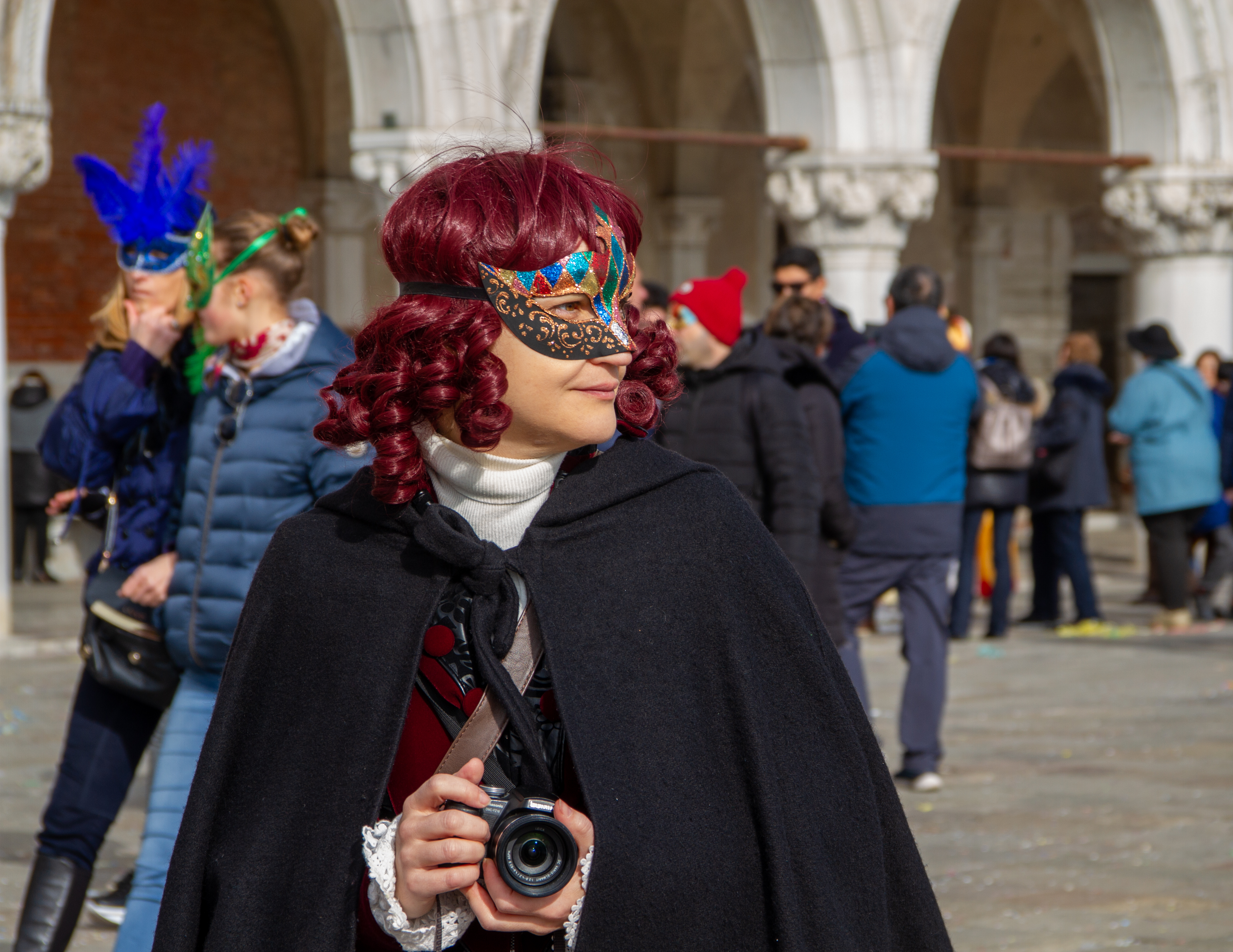
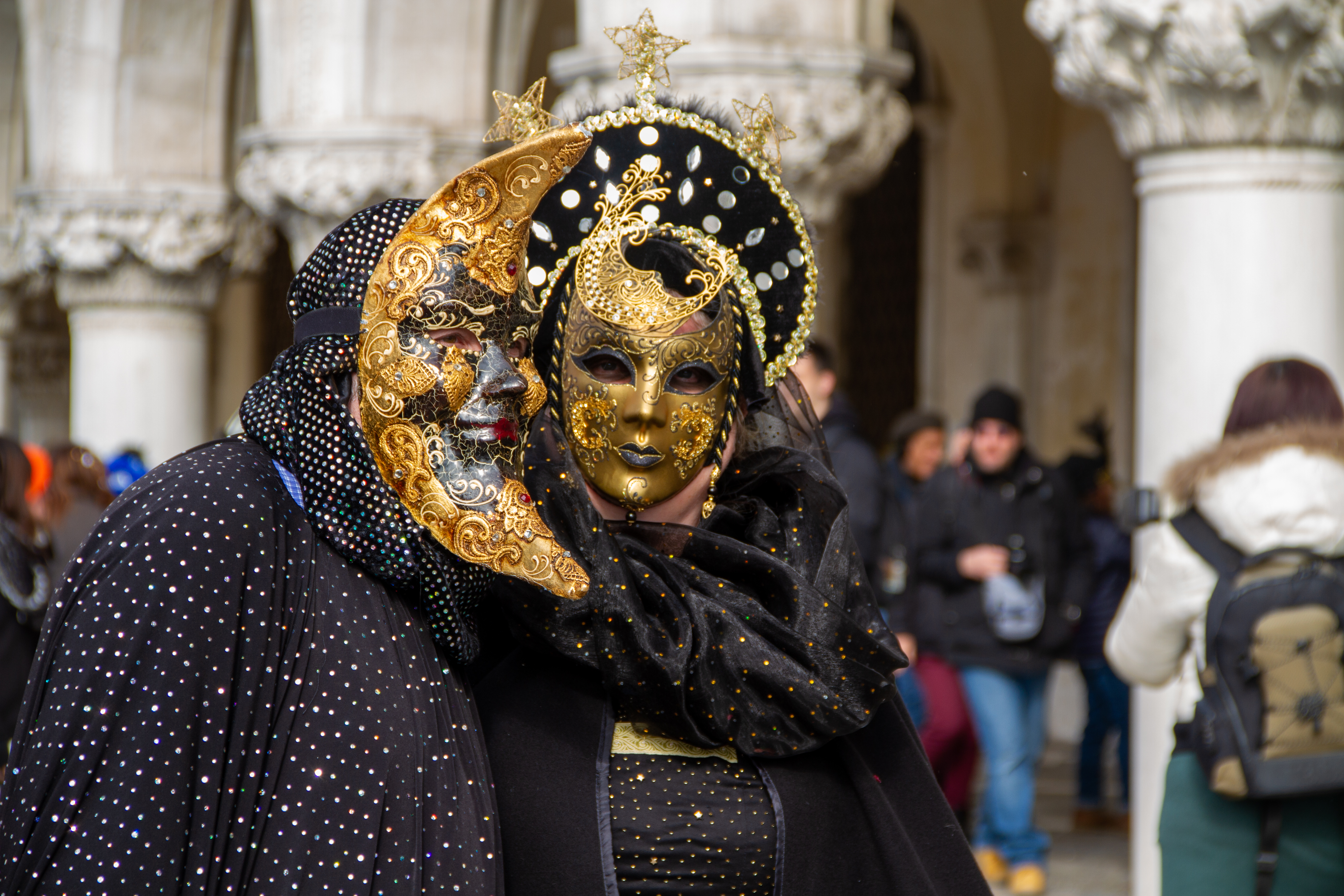
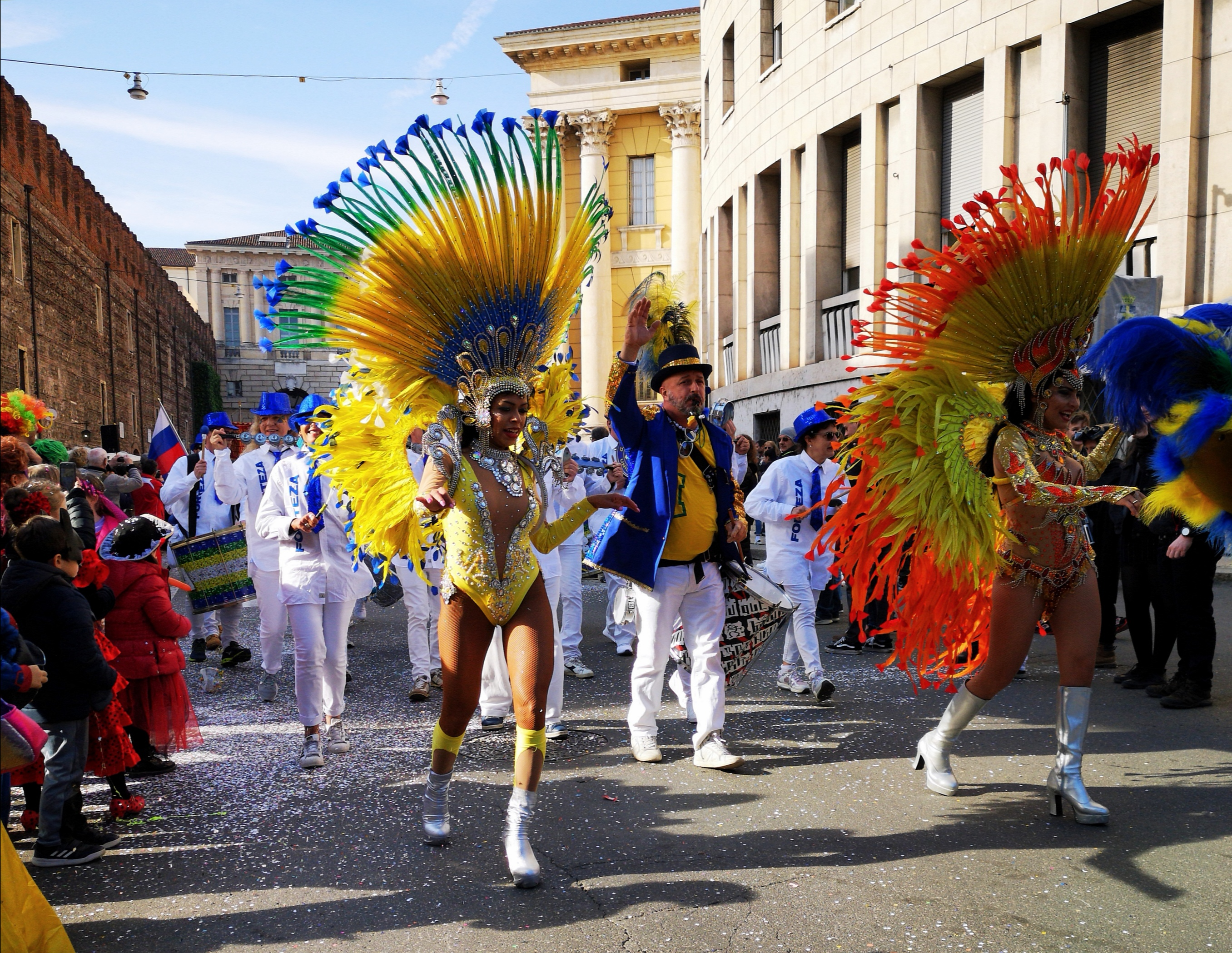
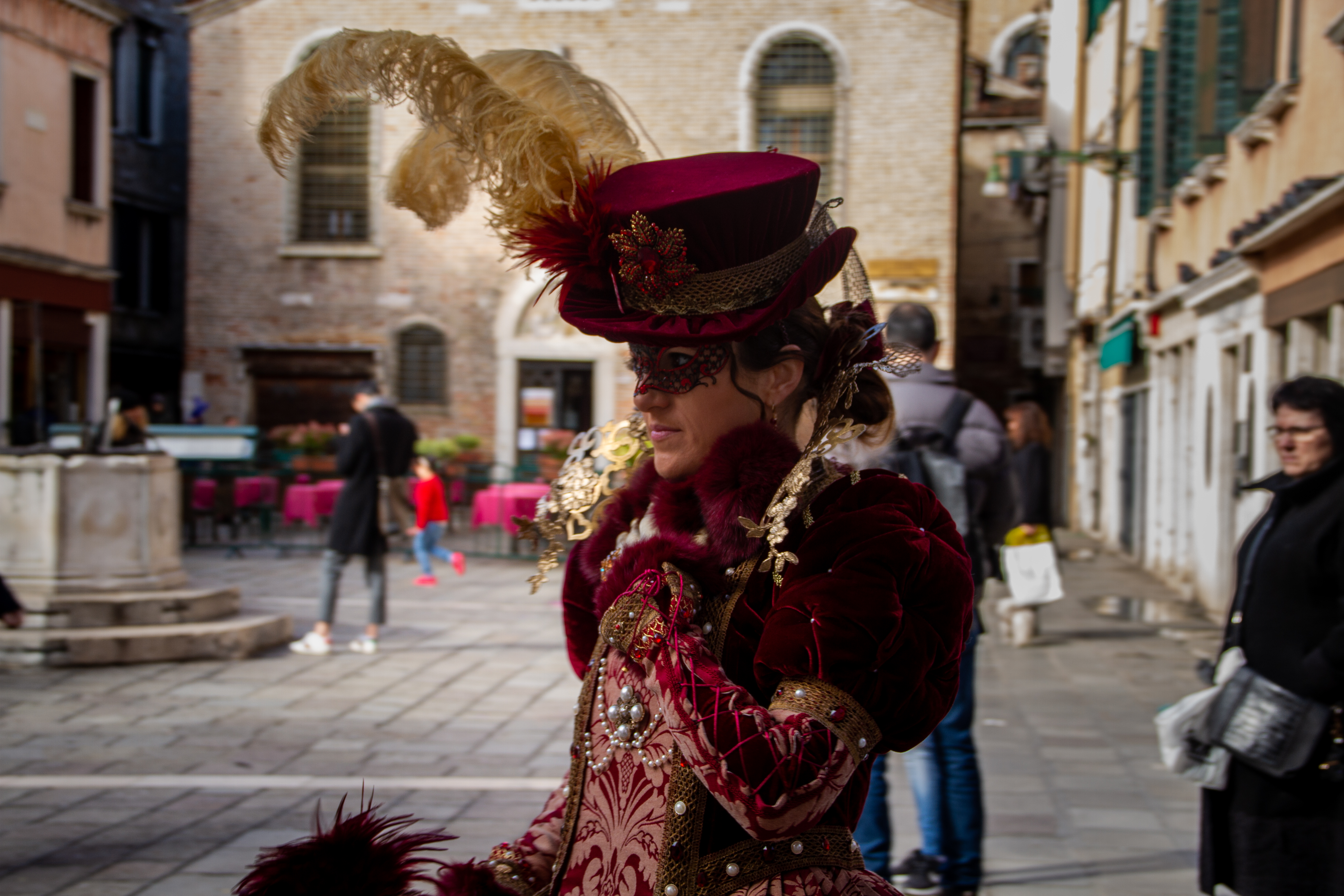
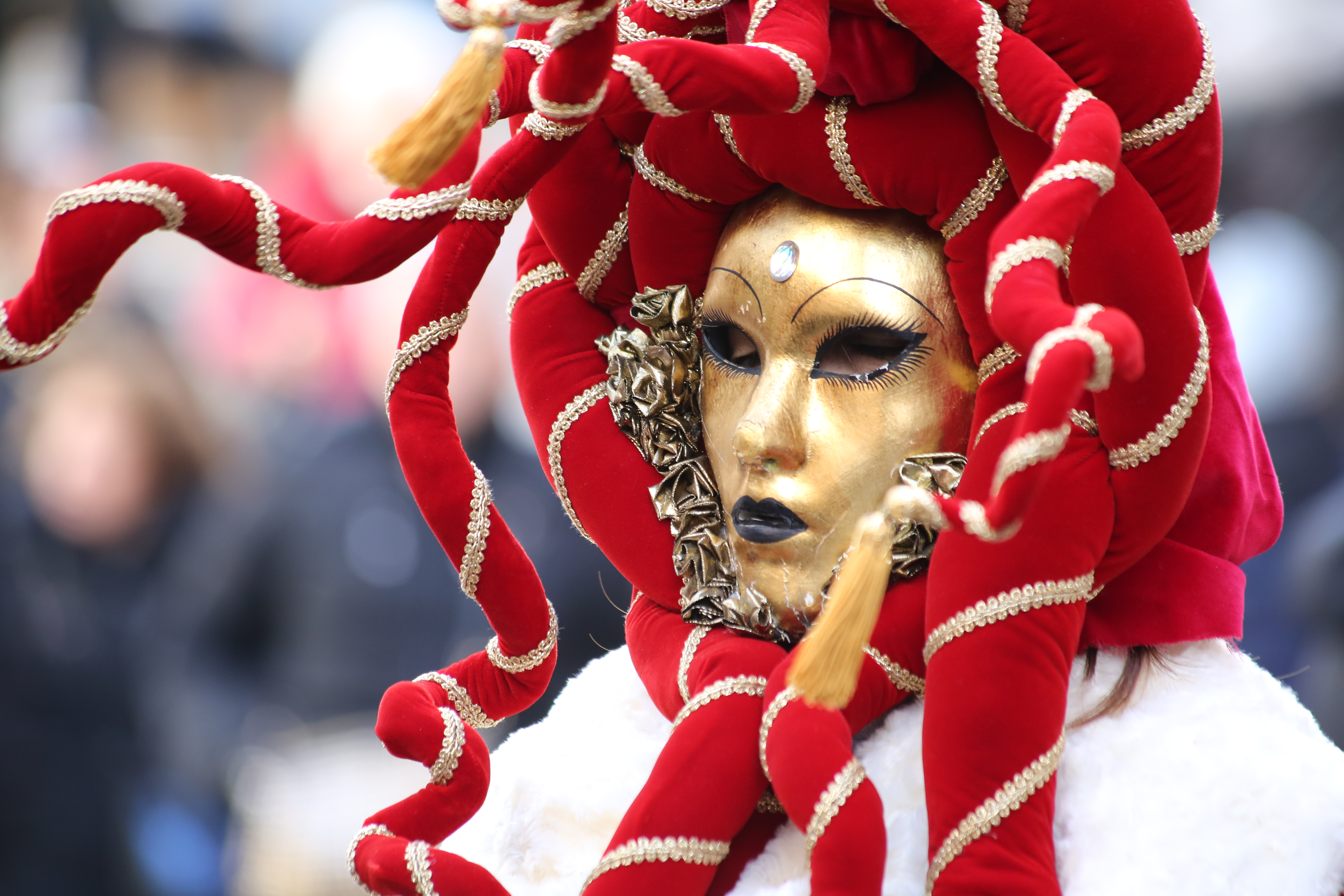
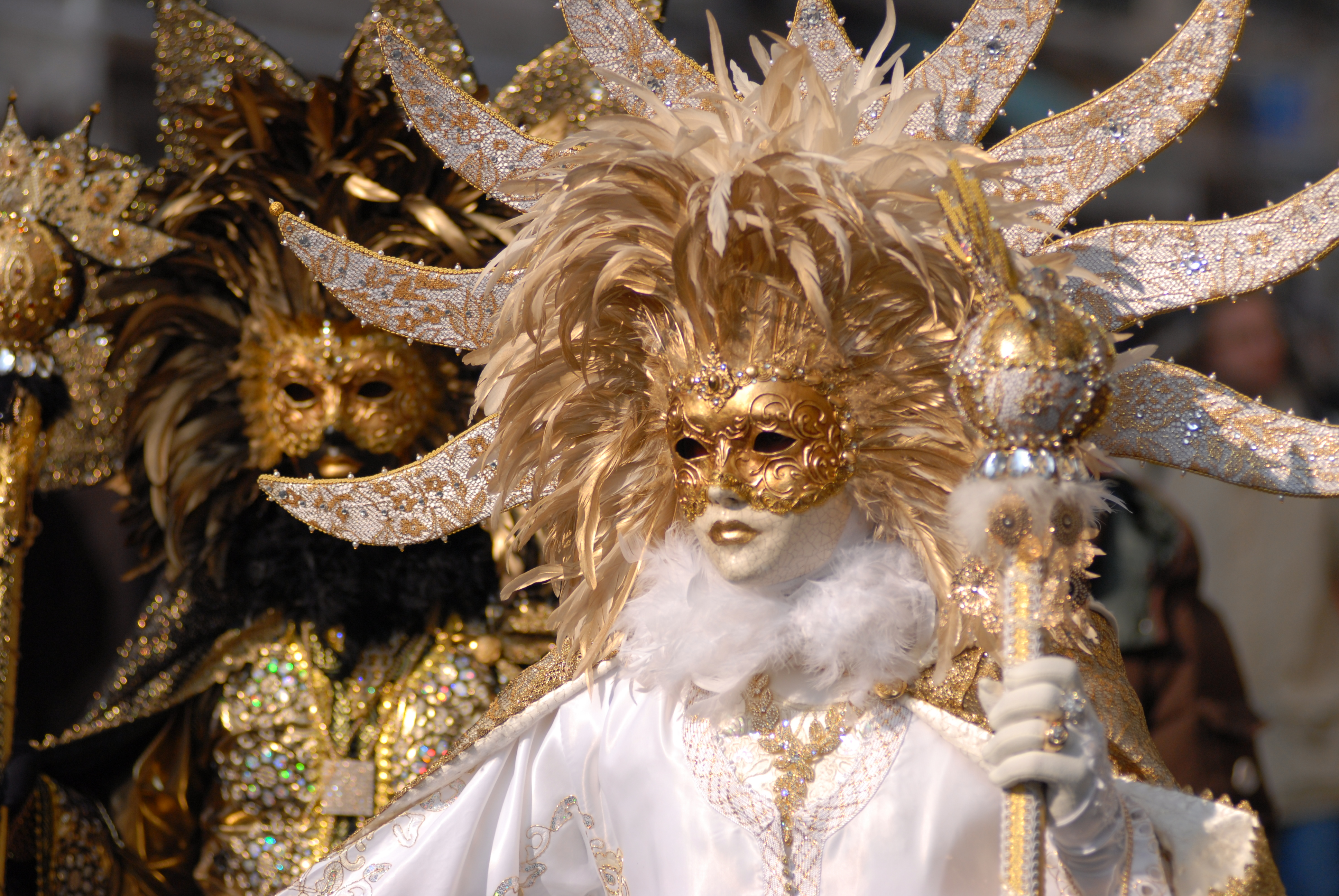